# Jerantut
Jerantut – miasto w Malezji w stanie Pahang. W 2000 roku liczyło 24 677 mieszkańców.